# Leptoptilos
Leptoptilos – rodzaj ptaków z rodziny bocianów (Ciconiidae).

## Zasięg występowania
Rodzaj obejmuje gatunki występujące w Afryce i Azji.

## Morfologia
Długość ciała 110–152 cm, rozpiętość skrzydeł 225–287 cm; masa ciała 4–8,9 kg.

## Systematyka

### Etymologia
- Megalorhamphus: gr. μεγας megas, μεγαλη megalē „potężny”; ῥαμφος rhamphos „dziób”[10]. Nomen nudum.
- Leptoptilos (Leptoptila, Leptophilos, Leptophilus): gr. λεπτος leptos „delikatny”; πτιλον ptilon „pióro”[10].
- Argala: hinduska nazwa Hargila lub Hargeyla dla marabuta indyjskiego[10].  Gatunek typowy: Argala gigantea T. Brown, 1832 (= Ardea gigantea Forster, 1795 (= Ardea dubia J.F. Gmelin, 1789)).
- Cranopelargus: gr. κρανος kranos, κρανεος kraneos „hełm”; πελαργος pelargos „bocian”[10]. Gatunek typowy: Ciconia capillata Horsfield, 1824 (= Ciconia javanica Horsfield, 1821).
- Osteorophea: gr. οστεον osteon „kość”; ῥοφεω rhopheō lub ῥοφαω rhophaō „przełknąć”[10]. Gatunek typowy: Osteorophea immigratoria Hodgson, 1844 (= Ardea dubia J.F. Gmelin, 1789).

### Podział systematyczny
Do rodzaju należą następujące gatunki:
- Leptoptilos dubius (J.F. Gmelin, 1789) – marabut indyjski
- Leptoptilos crumeniferus (Lesson, 1831) – marabut afrykański
- Leptoptilos javanicus (Horsfield, 1821) – marabut jawajski